# Ачерби (Алесандрија)
Ачерби (итал. Acerbi) је насеље у Италији у округу Алесандрија, региону Пијемонт.
Према процени из 2011. у насељу је живело 5 становника. Насеље се налази на надморској висини од 85 м.